# SC Schaffhausen
La SC Schaffhausen è una squadra di pallanuoto svizzera, fondata il 26 agosto 1899, militante nel massimo campionato svizzero.
Nei primi anni 2000 la squadra era saldamente al top del campionato. Nel 2005, infatti, vinceva il campionato contro l'SC Horgen.
Dopo alcuni anni a metà classifica, nel 2009 arriva la retrocessione in PWL. Dopo poche stagioni il ritorno in A; serie in cui gioca stabilmente da un decennio e per la stagione 2022 lotterà per il titolo

## Rosa 2022
| N° |                     | Ruolo | Giocatore          |
| -- | ------------------- | ----- | ------------------ |
| 1  | Svizzera (bandiera) | P     | Yannick Schmuki    |
| 2  | Svizzera (bandiera) | A     | Jonathan Melet     |
| 3  | Ungheria (bandiera) | A     | Marc Kallay        |
| 4  | Svizzera (bandiera) | A     | Maurice Corbach    |
| 6  | Svizzera (bandiera) | D     | Nikola Milovanovic |
| 7  | Svizzera (bandiera) | A     | Gilijan Alfano     |
| 8  | Svizzera (bandiera) | CV    | Zvonimir Zlomislic |
| 9  | Svizzera (bandiera) | A     | Marko Milovanovic  |
| 10 | Serbia (bandiera)   | CV    | Nemanja Silj       |
| 11 | Svizzera (bandiera) | CV    | Roger Frei         |
| 12 | Svizzera (bandiera) | D     | Joel Schmuki       |